# Монро (округ, Мічиган)
Шаблон:StateAbbr_ 41°55′ пн. ш. 83°30′ зх. д. / 41.92° пн. ш. 83.5° зх. д.
Округ  Монро (англ. Monroe County) — округ (графство) у штаті Мічиган, США. Ідентифікатор округу 26115.

## Історія
Округ утворений 1817 року.

## Демографія
За даними перепису 
2000 року 
загальне населення округу становило 145945 осіб, зокрема міського населення було 91911, а сільського — 54034.
Серед мешканців округу чоловіків було 72395, а жінок — 73550. В окрузі було 53772 домогосподарства, 39933 родин, які мешкали в 56471 будинках.
Середній розмір родини становив 3,14.
Віковий розподіл населення поданий у таблиці:
| Стать    | До 15 років | 15-21 | 22-29 | 30-39 | 40-49 | 50-65 | 65-85 | Понад 85 |
| -------- | ----------- | ----- | ----- | ----- | ----- | ----- | ----- | -------- |
| Чоловіки | 16992       | 7485  | 6617  | 11014 | 12149 | 11522 | 6178  | 438      |
| Жінки    | 15912       | 6817  | 6591  | 11281 | 12021 | 11322 | 8228  | 1378     |

## Суміжні округи
- Вейн — північний схід
- Ессекс, Канада — схід
- Лукас, Огайо — південь
- Ленаві — захід
- Воштено — північний захід

## Виноски
1. ↑  U.S. Decennial Census. United States Census Bureau. Архів оригіналу за 19 липня 2018. Процитовано 27 вересня 2014.
2. ↑  Historical Census Browser. University of Virginia Library. Архів оригіналу за 11 серпня 2012. Процитовано 27 вересня 2014.
3. ↑  Population of Counties by Decennial Census: 1900 to 1990. United States Census Bureau. Архів оригіналу за 15 лютого 2015. Процитовано 27 вересня 2014.
4. ↑  Census 2000 PHC-T-4. Ranking Tables for Counties: 1990 and 2000 (PDF). United States Census Bureau. Архів оригіналу (PDF) за 18 грудня 2014. Процитовано 27 вересня 2014.
5. ↑  State & County QuickFacts. United States Census Bureau. Архів оригіналу за 6 червня 2011. Процитовано 28 серпня 2013.(англ.) Наведено за англійською вікіпедією.
6. ↑  American FactFinder. Бюро перепису населення США. Архів оригіналу за 26 лютого 2012. Процитовано 31 січня 2008.

| США | Це незавершена стаття з географії США. Ви можете допомогти проєкту, виправивши або дописавши її. |